# Off Road
Off Road (lanzado en Norteamérica como Ford Racing: Off Road) es un videojuego de carreras de 2008 desarrollado por Razorworks y publicado por Xplosiv. Es parte de la serie Ford Racing, y es el primer (y único) en la serie en aparecer vehículos de Land Rover, que fue poseída por Ford Motor Company con el tiempo. El juego fue lanzado para la Windows (PC), PlayStation 2 (PS2), PlayStation Portable (PSP), y la Nintendo Wii. El juego recibió principalmente negativos reviews.

## Jugabilidad
Off Road presenta 12 pistas y 18 vehículos de  Ford y Land Rover. El juego presenta cinco modos de juego: Carrera rápida, Carrera, Torneo, Arcade y Multijugador. El modo carrera es el modo principal del juego, en el que el jugador corre para desbloquear nuevos vehículos, pistas y tipos de carrera. El modo Torneo es una versión más pequeña del modo Carrera, menos la capacidad de desbloquear nuevos vehículos. Quick Race le permite al jugador comenzar una carrera en un número limitado de pistas. En el modo Arcade, el jugador puede competir con vehículos, pistas y tipos de carreras que han sido desbloqueados. Las versiones para PC, PS2 y Wii incluyen una opción para dos jugadores.

## Desarrollo y lanzamiento
El juego se anunció en julio de 2007, con el título provisional de "Ford Off Road" y una fecha de lanzamiento prevista para finales de noviembre de 2007. Sería el primer juego de la serie Ford Racing en presentar conducción todoterreno y el primero en contar con vehículos de Land Rover, propiedad de Ford en ese momento. El juego se conocería como Ford Off Road para su lanzamiento en los EE. UU., Mientras que se titularía Off Road en otras regiones.
En Europa, "Off Road" se lanzó el 20 de marzo de 2008 para PS2 y PSP. La versión para PC se lanzó en Europa al día siguiente, seguida de un lanzamiento europeo para Wii el 14 de agosto de 2008.
En los Estados Unidos, el juego fue lanzado como "Ford Racing Off Road" el 29 de julio de 2008, para PS2 y PSP, seguido de un lanzamiento de Wii el 26 de agosto de 2008. El 4 de septiembre de 2008, se anunció que el desarrollo había finalizado en la versión para PC de EE. UU., que fue lanzado el 18 de septiembre.

## Recepción
| Críticas Publicación Calificación Wii PS2 PSP PC Eurogamer 3/10 [ 18 ] 4/10 [ 19 ] 5/10 [ 20 ] GameZone 5.2/10 [ 8 ] IGN 3.5/10 [ 15 ] 3.5/10 [ 21 ] PlayStation Official Magazine (UK) 30/100 [ 22 ] 60/100 [ 22 ] PC PowerPlay 30/100 [ 23 ] VideoGamer.com 3/10 [ 7 ] 6/10 [ 24 ] Pocket Gamer 4/10 [ 25 ] Puntuaciones de reseñas Metacritic 37/100 [ 26 ] 37/100 [ 27 ] 47/100 [ 28 ] 39/100 [ 29 ] |              |              |              |              |
| Críticas |              |              |              |              |
| Publicación | Calificación | Calificación | Calificación | Calificación |
| Publicación | Wii          | PS2          | PSP          | PC           |
| Eurogamer | 3/10         | 4/10         | 5/10         |              |
| GameZone |              |              |              | 5.2/10       |
| IGN |              | 3.5/10       |              | 3.5/10       |
| PlayStation Official Magazine (UK) |              | 30/100       | 60/100       |              |
| PC PowerPlay |              |              |              | 30/100       |
| VideoGamer.com | 3/10         | 6/10         |              |              |
| Pocket Gamer |              |              | 4/10         |              |
| |              |              |              |              |
| Puntuaciones de reseñas |              |              |              |              |
| Metacritic | 37/100       | 37/100       | 47/100       | 39/100       |

Según Metacritic, el juego recibió "Críticas generalmente desfavorables".
GameZone escribió sobre la versión para PC: "Al final, Ford Racing: Off Road es un título de carreras decente que hace lo que debería: ofrecer una experiencia de juego divertida. No se destaca por ofrecer un montón de características o imágenes increíbles, pero Por otra parte, no es necesario. Hay muchos jugadores que buscan un divertido juego de carreras para jugar durante unos minutos al día y Ford Racing cumple los requisitos". Sam Bishop de IGN revisó las versiones para PC y PS2. Bishop elogió los gráficos pero criticó los controles deficientes, los modos de juego similares y la música y los efectos de sonido limitados. Bishop escribió: "Con los  sims más serios ahora entregando literalmente cientos  de autos, el atractivo de tener un puñado de marcas diferentes del mismo fabricante no es tan fuerte".
PC PowerPlay escribió: "Incluso sin las numerosas fallas y errores, el juego subyacente está tan mal comprendido que nos resulta difícil recomendarlo incluso a los más fanáticos de Ford". Revista oficial de PlayStation 2 de Reino Unido escribió que la versión de PSP, "carece de la chispa de la pasión o la capa de imaginación que lo habría destacado". Para la versión de PS2, la revista escribió: "Es demasiado lento, demasiado feo y demasiado caro para lo que es".
Dave Harrison de  Pocket Gamer  revisó la versión de PSP. Harrison criticó las pistas de carreras y la  inteligencia artificial (IA) de los pilotos rivales "tontos y demasiado agresivos", y escribió: "La razón por la que es difícil ser positivo acerca de Off Road es que incluso cuando funciona y no hay quejas como tales, sigue siendo una experiencia horriblemente promedio, casi como si hubiera habido un esfuerzo concertado para producir mediocridad".
Simon Parkin de Eurogamer revisó la versión de PSP y escribió: "Para un juego diseñado específicamente para un tipo de fanático de los autos, no hay mucho en cuanto a estadísticas o ajustes en profundidad". Parkin concluyó que el juego "carece de algún tipo de diseño interesante para marcarlo". Dan Whitehead, también de  Eurogamer , revisó la versión de PS2 y la calificó como "la última de la inexplicablemente tenaz serie Ford Racing", afirmando que "continúa la tradición de diseño suave de la línea de productos, emoción mínima y bajo rendimiento técnico". ". Whitehead criticó a todos los vehículos por conducir lentamente y por parecer "baratos y falsos". Whitehead también criticó el hecho de que los vehículos no muestran ningún daño o suciedad. Ellie Gibson de Eurogamer, al revisar la versión de Wii, criticó los controles, la tediosa jugabilidad y escribió que el juego tenía "imágenes feas, IA terrible y física patética. No todos los autos se manejan mal; algunos de ellos manejan mal espantosamente, y a medida que el juego progresa, puedes desbloquear vehículos que se manejan de manera horrible, de mala calidad, espantosa y horrible".
Tom Atkinson de VideoGamer.com revisó la versión de Wii y criticó la música y los gráficos, mientras escribía "solo trata de desviarte de la ruta designada por un segundo y rápidamente golpearás un muro invisible, descubriendo que este juego continúa tan lejos de las vías como su monorraíl promedio". Roy Kimber de VideoGamer.com revisó la versión de PS2 y lo consideró como un juego de carreras promedio, y escribió: "Sin embargo, tiene un precio económico, así que vale la pena verlo si no establece sus expectativas demasiado altas y solo quiere un corredor simple y fácil de entrar para mantenerte ocupado mientras esperas que llegue algo mejor".